# Marcos Manzanares
Marcos Manzanares uno de los precursores en España de la música de baile, productor y compositor. Durante una época también director de la Revista ProAudio.

## DJ, Productor y Compositor
Comenzó con 15 años como Disc Jockey trabajando en los bajos de Azca (Madrid) en el año 1983 en un disco bar llamado Cus-Cus y en importantes salas de la capital (Madrid) como Morasol, Jácara, y otras en la Costa Blanca en Verano como Comix o Heho. En el año 85 con 17 años realiza para la compañía discográfica Zafiro un Megamix denominado Feel The mix. El siguiente año realiza otro denominado Top Mix . En el año 88 comienza en un pequeño sello discográfico de Baile “Lago Records” a componer y producir música y desde ese momento compone, produce y mezcla para compañías como Emi-Chrysalis, Sony, Deejay Records, Dro-Gasa, etc. Los títulos que realiza se incluyen en más de 20 recopilatorios llegando a vender más de 2.000.000 de copias entre todas sus referencias.

### Discografía
P. - Producido
C.- Compuesto
G.- Grabado
A. Arreglos
M. Megamix
| Fecha         | Título                                              |         |
| ------------- | --------------------------------------------------- | ------- |
| Junio 85      | Feel The Mix                                        | P G M   |
| Junio 86      | Top Mix                                             | P G M   |
| Junio 88      | Lahma Davis "Let´s Talk About it"                   | P A C   |
| Junio 88      | Scan Man "Arabian"                                  | P A C   |
| Julio 88      | Masters TDeK LP Jugar a Disfrutar "Ruff Mitch ann". | C A     |
| Junio 90      | LP de Vial Rap "Don´t Stop the Funky Fresh"         | P A G   |
| Octubre 92    | T.S.F. Nightmares in Paradise"                      | P C G   |
| Enero 93      | Dr. Jam "Heart of Gold" (SPR Inglaterra)            | P A G   |
| Mayo 93       | "Japan" Voltereto                                   | P C G   |
| Junio 93      | Zona de Baile 5 Dr Jam " Back to my mind"           | P C G   |
| Julio 93      | Tension 808 "You never go Down"                     | P C G   |
| Julio 93      | Azul y Negro "Torero" (remix)                       | P A G   |
| Septiembre 93 | T.S.F." You´ve lost that loving Feeling"            | P A G   |
| Noviembre 93  | "Baila" Voltereto                                   | P C G   |
| Enero 94      | IN/OUT- "Automated".                                | G       |
| Marzo 94      | LP de Teresa Fuentes                                | G       |
| Junio 94      | Quite Man & Tension 808 "Rythm of Devotion"         | P C A G |
| Mayo 95       | "Tell me Why" Dr. Jam                               | P A G   |
| Junio 95      | Javier Iglesias "No podrás" (Remix)                 | P A G   |
| Julio 95      | ZAR "Nunca sin ti"                                  | P C A G |
| Septiembre 95 | House of Dreams "Mirrors"                           | P A G   |
| Noviembre 95  | m.a.d "Todo por ti"                                 | P C G   |
| Diciembre 95  | "La banda Bocana" Agozar todo el Mundo" (remezclas) | P A G   |
| Enero 96      | T.S.F. The remixes "Nightmares in paradise"         | P C G   |
| Febrero 96    | Los cantantes "EL VENAO" (remezclas)                | P A G   |
| Abril 96      | House of Dreams. "Here we go"                       | P C G   |
| Junio 96      | Yo Fresh "La Morena"                                | P G     |
| Julio 96      | LA Kross "Happy People"                             | P A G   |
| Junio 97      | "Carpet Diem" Voltereto                             | P C A G |
| Junio 99      | Dream Doctor Jam                                    | P C A G |

## Medios de Comunicación
Desde el año 91 pasa a dirigir la revista Pro Audio, hasta el año 2007 donde escribe más de 200 artículos. La dirección de Pro Audio es compartida con la dirección de la revista Videomovie y la realización de artículos en la Revista ON-OFF, trabajos de Posproducción audio, composición de sintonías para Telemadrid, Radio 16 y diversos documentales.

## Docencia
En lo referente a su carrera docente comienza en el año 96 hasta nuestro días realizando cursos de Técnico de Sonido, Posproducción de audio, Técnico en Medios Audiovisuales, siendo profesor de Técnico en Sonido en Grado Superior en las asignaturas de Sistemas y Medios Técnicos de Sonido, Grabaciones Musicales y Sonorización Industrial y de Espectáculos. Durante estos últimos años también ha impartido cursos de formación en MeyerSound para técnicos de sonido en directo. Durante los años 2017 a 2019 imparte clases en la Escuela de Formación Profesional Campus FP en Grado Medio de Videodiscjockey y Grado superior de Técnico Superior en Sonido para Espectáculos y Audiovisuales.Marcos Manzanares también ha trabajado de Técnico de Sonido en Directo con diversos Grupos del panorama Musical tanto nacional como Internacional.
En el diseño acústico ha realizado proyectos de Acondicionamiento acústico para salas de control y Salas de Grabación construyendo difusores PRD y QRD.

## Enlaces
- http://www.discogs.com/artist/Tension+808
- http://www.discogs.com/artist/Marcos+Manzanares
- http://www.discogs.com/artist/T.S.F.+(2)
- https://web.archive.org/web/20110724073312/http://meyersound.es/Noticias.php?idnoticia=9
- https://web.archive.org/web/20160309235336/http://esama.org/PlantillaNoticia.php?idnoticia=91